# Peperuda Island
Peperuda Island (englisch; bulgarisch остров Пеперуда ostrow Peperuda, deutsch ‚Schmetterlingsinsel‘) ist eine größtenteils unvereiste, in westsüdwest-ostnordöstlicher Ausrichtung 592 m lange und 309 m breite Insel im Wilhelm-Archipel vor der Graham-Küste des Grahamlands auf der Antarktischen Halbinsel. Sie liegt 25 m nördlich der Krogmanninsel, 150 m westlich der Pléneau-Insel und 2,33 km südöstlich von Lamya Island.
Britische Wissenschaftler kartierten sie 2001. Die bulgarische Kommission für Antarktische Geographische Namen benannte sie 2020 deskriptiv, da sie in ihrer Form entfernt an einen Schmetterling erinnert.